# Drašiči
Drašiči este o localitate din comuna Metlika, Slovenia, cu o populație de 206 locuitori.